# 花庄站 (甘肃省)
花庄站位于甘肃省兰州市红古区花庄镇花庄村，是兰青铁路的一座车站，距离兰州站72公里，于1959年启用，现由中国铁路兰州局集团营运。车站现为四等站，办理旅客乘降和行包托运。车站同时承担货运业务。